# KSK 47 Eynatten
KSK 47 Eynatten ist ein Schachverein in Eynatten in der Deutschsprachigen Gemeinschaft Belgiens. Der Klub gewann insgesamt acht belgische Landesmeisterschaften und ist besonders für seine erfolgreiche Jugendarbeit bekannt.

## Geschichte des Vereins
KSK 47 Eynatten entstand im Jahr 2003 durch die Fusion von SK Turm Eynatten und KSK 47 Eupen.
Der Schachverein SK Eupen 47 wurde 1947 gegründet. 1963 stieg der Verein in die 1. Division auf. Anlässlich des 20-jährigen Bestehens richtete er 1967 den Wettkampf Belgien gegen die Bundesrepublik Deutschland aus, Endergebnis 4,5:15,5. 1974 gewann er die belgische Landesmeisterschaft und nahm anschließend 1975 am Europa-Pokal in Israel teil. 1987 richtete er nochmals den Wettkampf Belgien gegen Bundesrepublik Deutschland aus, Endstand 8,5 - 11,5. Mit dem 50-jährigen Bestehen wurde er 1997 königlich und hieß seitdem KSK Eupen 47. Helmut Schumacher, der auch lange Zeit Präsident des SK Eupen 47 war, gewann 1969 die belgische Einzelmeisterschaft, nahm 1969 am Zonenturnier in Praia da Rocha teil und spielte für Belgien bei den Schacholympiaden 1970 in Siegen, 1976 in Haifa, 1978 in Buenos Aires, 1980 in Valletta und 1982 in Luzern.
1974 wurde der SK Turm Eynatten gegründet. Im Jahr 2002 stieg der Verein in die 1. Division der belgischen Interclub-Liga auf. In den Folgejahren wurde der Verein siebenmal Landesmeister, zweimal Zweiter und zweimal Dritter. Seit 2003 nimmt der Verein regelmäßig am European Club Cup teil.
Präsident des Vereins ist seit der Gründung Werner Paulus, der sehr erfolgreiche Jugendarbeit leistet. Der Verein stellte insgesamt 73 Einzel-Jugendlandesmeister, 27 Teilnehmer an Jugend-Europameisterschaften und 26 Teilnehmer an Jugend-Weltmeisterschaften.
Zu den bekannten Schachspielern, die für Eynatten gespielt haben, gehören Imre Balog, David Baramidze, Martin Alexander Becker, Falko Bindrich, Yuri Boidman, Dénes Boros, Dennis Breder, Martijn Dambacher, Erik van den Doel, Petar Drentschew, Serhij Fedortschuk, Daniel Fridman, Michail Gurewitsch, Michael Hammes, Daniel Hausrath, Michael Hoffmann, Oleksandr Holoschtschapow, Mychajlo Holubjew, Ádám Horváth, Csaba Horváth, József Horváth, Wassyl Iwantschuk, Harmen Jonkman, Robin van Kampen, Guido Kern, Igor Khenkin, Thomas Koch, Aloyzas Kveinys, Felix Levin, Norbert Lücke, Christopher Lutz, Romuald Mainka, Leonid Milov, Arkadij Naiditsch, Friso Nijboer, Predrag Nikolić, Elisabeth Pähtz, Thomas Pähtz, Marian Petrow, Petar Popović, Roeland Pruijssers, Igor Rausis, Ian Rogers, Róbert Ruck, Mihail Saltaev, Michail Saizew, Gerhard Schebler, Jan-Christian Schröder, Christian Seel, Christof Sielecki, Jan Smeets, Ivan Sokolov, Hans-Hubert Sonntag, Lars Stark, Thomas Stomberg (geb. Trella), Šarūnas Šulskis, Pjotr Swidler, Robin Swinkels, Ilja Zaragatski und Patrick Zelbel.

## Erfolge
- 1974 SK Eupen 47 Landesmeister von Belgien[1]
- 2003–2006 viermal Landesmeister von Belgien[2]
- 2010–2011 zweimal Landesmeister von Belgien
- 2014 Landesmeister von Belgien
- 2017 Landesmeister von Belgien
- 2003–2006 und 2008–2013 zehnmal Teilnehmer am European Club Cup[3]
- 73 Einzel-Jugendlandesmeister